# Владарско име (Кина)
У историји царске Кине постојао је обичај да владар користи владарско име, нијен-хао (niánhào, 年号) – назив ере односно периода своје владавине. Потичу од царских слогана и коришћена су превасходно за рачунање времена, и срећу се у свим класичним кинеским историјским записима. Један цар могао је имати више владарских имена.
Царево лично име је током његове владавине било табуисано, те су уместо њега коришћена владарска имена, или се, чешће, једноставно говорило: „садашњи цар“. Осим владарског имена, кинески цар је после смрти добијао и постхумно име, које је описивало цареве карактеристике за живота, и храмовно име које је коришћено у церемонијама поштовања предака.

## Историја
Сматра се да је први кинески цар који је почео да у континуитету употребљава владарско име, био цар Ву из династије Хан, иако су и његов деда и прадеда, цареви Ђинг и Вен, такође су користили владарска имена, али не толико систематично. Цар Ву је назив ере мењао приближно на сваких пет година, и до краја владавине имао је једанаест владарских имена. Његово прво владарско име гласило је: „Оснивање првог“ (Jiànyuán, 建元). 
Сваки назив периода има буквално значење. Може да представља владарев слоган, жељу (да владавина буде успешна, богата и слично) или да осликава постојећу политичку ситуацију у земљи. У „Историји династије Хан“ забележено је да је у 6. години ере Јуен-шуо („Први млади месец“, 元朔), цар Ву уловио белог једнорога. Министри су му предложили да обележи тај добар предзнак тако што ће променити назив периода. Тако је од следеће године назив ере промењен у Јуен-шоу („Први лов“, 元狩). Честа су и владарска имена као: „Изградња мира“, „Вечни мир“, „Први почетак“, „Врхунски склад“ и слична.
Узимање првог владарског имена назива се ђи-јуен (jìyuán, 纪元) или ђијен-јуен (jiànyuán, 建元). Промена владарског имена назива се гаи-јуен (gǎiyuán, 改元). Сваки владар је по ступању на престо могао да узме ново владарско име. Већина их је тако чинила, али било је и случајева да је неколико генерација владара имала исто владарско име. Највише владарских имена имала је једина кинеска царица, Ву Ц’-тијен, чак 18 владарских имена за 21 годину владавине.
Тек се у династији Минг и током династије Ћинг усталио обичај да један владар има само једно владарско име. Зато се цареви ових династија називају према својим владарским именима, јер су им постхумна и храмовна имена превише дугачка и компликована.
Скоро сва владарска имена састоје се од два кинеска карактера, мада има и дужих, посебно код неких династија које нису биле Хан националности.
Владарско име је важан симбол царске власти. Истицање владарског имена од стране неког другог владара или феудалног господара сматрало се изазовом владајућем цару. Тако и периоди у коме постоји више владара са владарским именима показују да је у то време Кина била суштински разједињена међу више феудалних господара приближно исте моћи (као што је то период Пет династија или период Северних и Јужних династија).
Последњим владарским именом сматра се владарско име последњег кинеског цара, Пу-јиа, „Проглашење јединства“ (Xuāntǒng, 宣统). После свргавања династије Ћинг постојало је још пар случајева узимања владарских имена: самопрокламовани кинески цар Јуен Ш’-каи је за време своје краткотрајне владавине имао владарско име „Велики закон“ (Hóngxiàn, 洪宪), а Пу-ји је као цар марионетске јапанске државе Манџукуо имао владарска имена „Велика хармонија“ (Dàtóng, 大同) и „Мир и морал“ (Kāngdé, 康德), али се ова имена не рачунају у владарска имена царске Кине.

## Рачунање година преко владарских имена
Када цар постави владарско име, односно одреди назив ере, од тог тренутка до краја календарске године траје прва година, јуен-нијен (yuánnián, 元年) наведене ере. Следеће године се рачунају у односу на прву године узимања владарског имена. Тако је 114. година пре нове ере по кинеском рачунању 4. година ере Јуен-динг цара Вуа из династије Хан (元鼎四年). 

## Утицај на друге државе
У Кореји, Јапану и Вијетнаму, као земљама под јаким кинеским културним утицајем, обичај коришћења оваквих владарских имена такође је постојао. У Јапану се овај обичај одржао до данас – владарско име цара Акихитоа гласи „Мир свуда“ (heisei, 平成), и 2006. година је 18. година хеисеи ере.
После Револуције 1911. године званично су укинута владарска имена, и уведен је нови систем рачунања времена сличан овом систему. Као назив периода узета је „Република“ (Mínguó, 民国), а за прву годину 1912. година. Овај систем рачунања користи се и данас на Тајвану. По овом систему, 2006. година је 95. година Републике (民国九十五年). У НР Кини у употреби је грегоријански календар.
Сличан систем прихваћен је и у Демократској Народној Републици Кореји, где се званично употребљава систем рачунања година од џучеа (званичне државне идеологије). За прву годину џучеа узета је 1912. година, година рођења Ким Ил-сунга. У овом систему, 2006. година је 95. година џучеа.